# Hieracium praecipuum
Hieracium praecipuum — вид рослин із родини айстрових (Asteraceae).

## Середовище проживання
Зростає у Європі (Швеція, Фінляндія, Україна).